# Aefligen
Aefligen is een gemeente en plaats in het Zwitserse kanton Bern, en maakt deel uit van het district Emmental.
Aefligen telt 1.065 inwoners.